# Далек (епізод)
Далек (англ. Dalek) — шостий епізод першого сезону поновленого британського телесеріалу «Доктор Хто». Уперше транслювався на телеканалі BBC One 30 квітня 2005 року. У даному епізоді уперше в поновленому телесеріалі з'являються далеки, а також Адам Мітчелл як один із компаньйонів Доктора.

## Короткий опис
Дев'ятий Доктор та Роуз Тайлер випадково прибувають у 2012 рік та зустрічають колекціонера інопланетних артефактів, який зберігає живого прибульця. Доктора жахає те, що цей прибулець виявляється далеком, який виривається на волю та вбиває усіх зустрічних.

## Сюжет
TARDIS збивається з курсу та з'являється під землею в бункері, розташованому в штаті Юта, в 2012 році. Доктор і Роуз Тайлер виходять, щоб обстежити околиці та виявляють, що бункер — це особливий музей, в якому зберігаються інопланетні артефакти. Їх швидко оточують озброєні охоронці та приводять до власника сховища — Генрі ван Статтена, бізнесмена-мільярдера, що захоплюється колекціонуванням інопланетних артефактів, а також заявляє, що володіє Інтернетом. Адам Мітчелл — молодий дослідник-британець, що купує та каталогізує артефакти для колекції, пропонує Роуз екскурсію бункером. Ван Статтен запрошує Доктора подивитися на одного живого прибульця, що зачинений у ізольованій кімнаті.
Коли Доктор бачить прибульця, він жахається від того, що цей прибулець виявляється далеком, закутим у ланцюги. Доктор в паніці вимагає його відпустити, поки він не розуміє, що зброя далека не працює. Доктор повертається до далека, який вимагає наказів. Ван Статтен відправляє своїх охоронців зупинити Доктора, коли бачить, що Доктор намагається знищити далека.
Коли вони прибувають до верхніх рівнів, помічниця Ван Статтена, Діана Годдард, повідомляє Доктору, що Далек впав на Землю п'ятдесят років тому. Ван Статтен зазначає, що далек — не єдиний прибулець на Землі зараз. Доктора приковують та сканують.
Коли Адам показує Роуз далека на моніторі під час їхньої екскурсії, вони бачать одного з техніків, Сіммонса, який катує далека. Роуз просить привести її до далека, щоб зупинити Сіммонса. Там вона розмовляє з далеком. Симпатизуючи далеку, Роуз випадково його торкається, від чого далек поглинає її ДНК та частково регенерує і звільняється від ланцюгів. Коли Сіммонс наближається до нього, далек знищує його. Кімната з далеком запечатується, а ван Статтен змушений звільнити Доктора через дану небезпеку.
Далек за лічені миті зламує захисні комбінації кімнати свого ув'язнення, розбиває комп’ютерний термінал, поглинаючи електроенергію бази та заходу США, щоб повністю відремонтувати себе, а також зберігає всю інформацію з Інтернету. Роуз і Адам евакуюються, далек знищує командира Байуотера та інших охоронців.

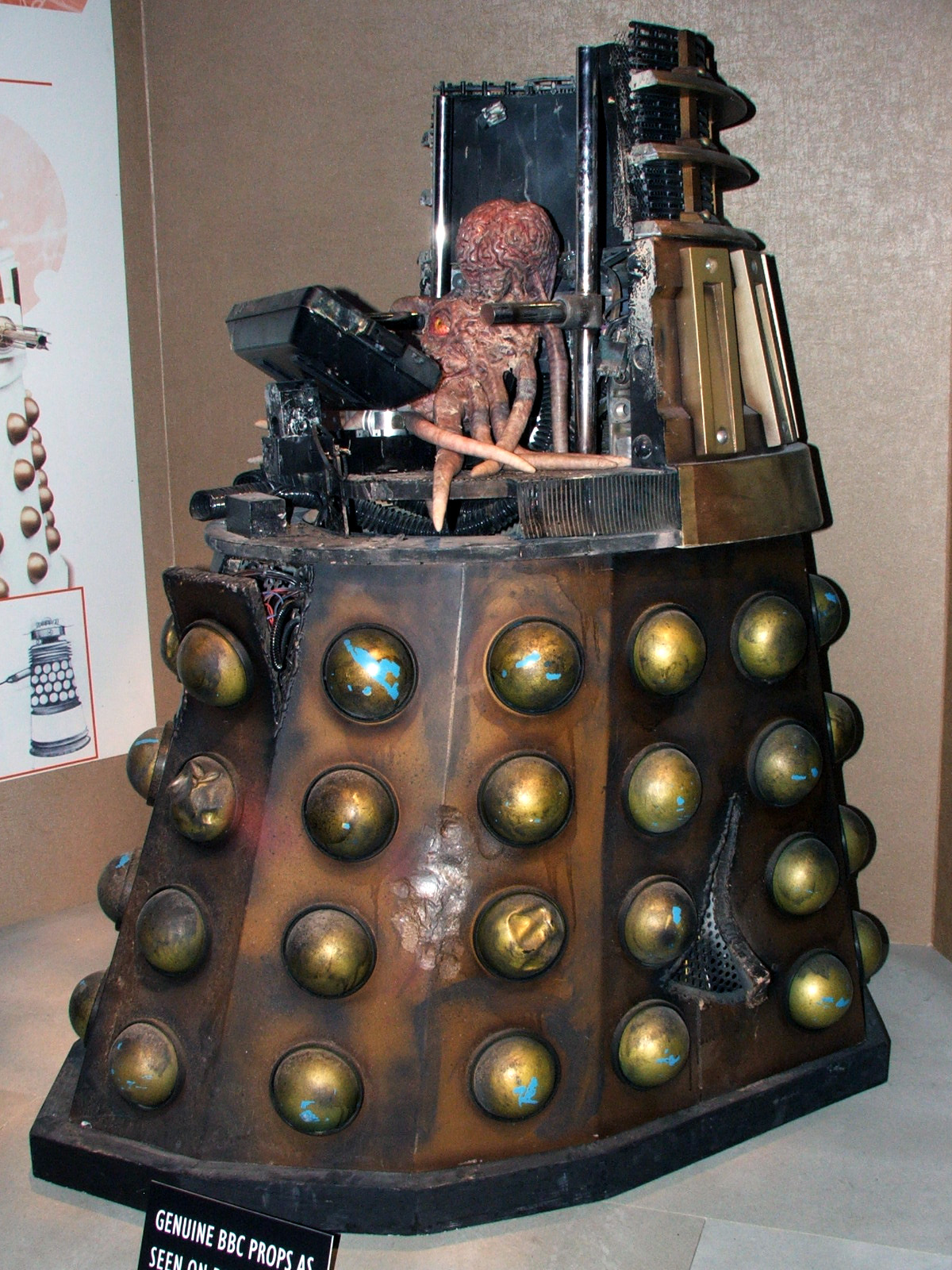
Далек, що відкрив свою оболонку для сонця, на виставці Doctor Who Experience

Адам, Роуз та жінка-охоронець на ім’я де Маджіо піднімаються сходами до верхніх рівнів, тікаючи від далека. Далек також піднімається сходами та вбиває де Маджіо. Ван Статтен все ще вважає, що з далеком можна домовитись, але Доктор каже йому, що далек вбиває всіх, хто не є далеком. Далек продовжує вбивати цивільних співробітників бази та охоронців і контактує з Доктором. Оскільки далек тепер знає, що жодних нових наказів не надійде, він має намір діяти за замовчуванням — знищувати і завойовувати, починаючи з Землі. Але Доктор протестує, наполягаючи на беззмістовності даних дій. У конфлікті далек запитує Доктора, що йому робити, на що Доктор відповідає, що варто просто вбити себе. Далек зауважує, що Доктор став би гарним далеком, цим приголомшуючи його.
Ван Статтену вдається відновити енергопостачання. Доктор намагається відтягнути закриття входу, який міг би захистити від далека, для того, щоби дати змогу Роуз та Адаму втекти також. Адам, на відміну від Роуз, устигає вбігти всередину воріт, що закриваються. Доктор чує крик далека: "Знищити!" та звук стрільби з його зброї. Доктор звинувачує Ван Статтена у всіх смертях.
ДНК, яку далек поглинув, робить його нерішучим, тому він не вбиває Роуз. Далек зв'язується з Доктором та вимагає відчинити ворота, шантажуючи вбивством Роуз. Доктор відчиняє двері. Адам повідомляє Доктора, що в його лабораторії є некаталогізована інопланетна зброя крім тої, що знаходиться в музеї. Доктор знаходить там зброю для вбивства Далека.
Далек доходить до кабінету Ван Статтена і погрожує вбити власника бази. Роуз зупиняє його та запитує, що хоче далек, окрім вбивства людей. Далек сумнівається, але відповідає, що хоче свободи. Вони йдуть до рівня 1, де далек пробиває діру в даху бункера, щоби мати змогу побачити сонячне світло. Він відкриває свою захисну оболонку та протягує до сонця щупальце. Доктор з'являється зі зброєю в руці та наказує Роуз відійти, але вона відмовляється, переконуючи тим, що в далека розвинулись власні емоції, водночас питаючи, на кого перетворюється Доктор. Він опускає зброю.
Далек просить Роуз наказати йому померти, на що вона неохоче погоджується, після чого далек дезінтегрується. Тим часом Годдард наказує стерти пам'ять ван Статтена, звинувачуючи його в спричиненні подій, унаслідок яких загинуло 200 людей, а також наказує заповнити базу цементом. Роуз та Доктор повертаються до TARDIS. Адам слідує за Доктором в ролі другого супутника.

## Трансляція епізоду та відгуки
Перед трансляцією епізоду організація з моніторингу медіа Mediawatch-uk скаржилася на жорстокість тортур Доктора. Також організація звертала увагу на наказ ван Статтена до Адама приглянути за Роуз: «Ідіть, обійміться, поцілуйтесь, або що ви там, британці, робите» (англ. canoodle or spoon, or whatever you British do), називаючи це грубою сексуальною мовою.
Під час релізу на DVD Британська рада класифікації фільмів дала епізоду рейтинг «12» унаслідок сцени, в якій доктор катує далека.
Нічні оцінки рейтингу епізоду складали 7,73 мільйонів глядачів та 46% рейтингу. У підсумку вони були уточнені до 8,64 мільйонів глядачів.
У 2006 році епізод було номіновано на премію «Г'юго» за найкращу драматичну постановку (коротка форма) разом з епізодами «День батька», «Порожня дитина» / «Доктор танцює». Епізоди отримали третє, п'яте та перше місця відповідно.